# Schloss Ruhethal

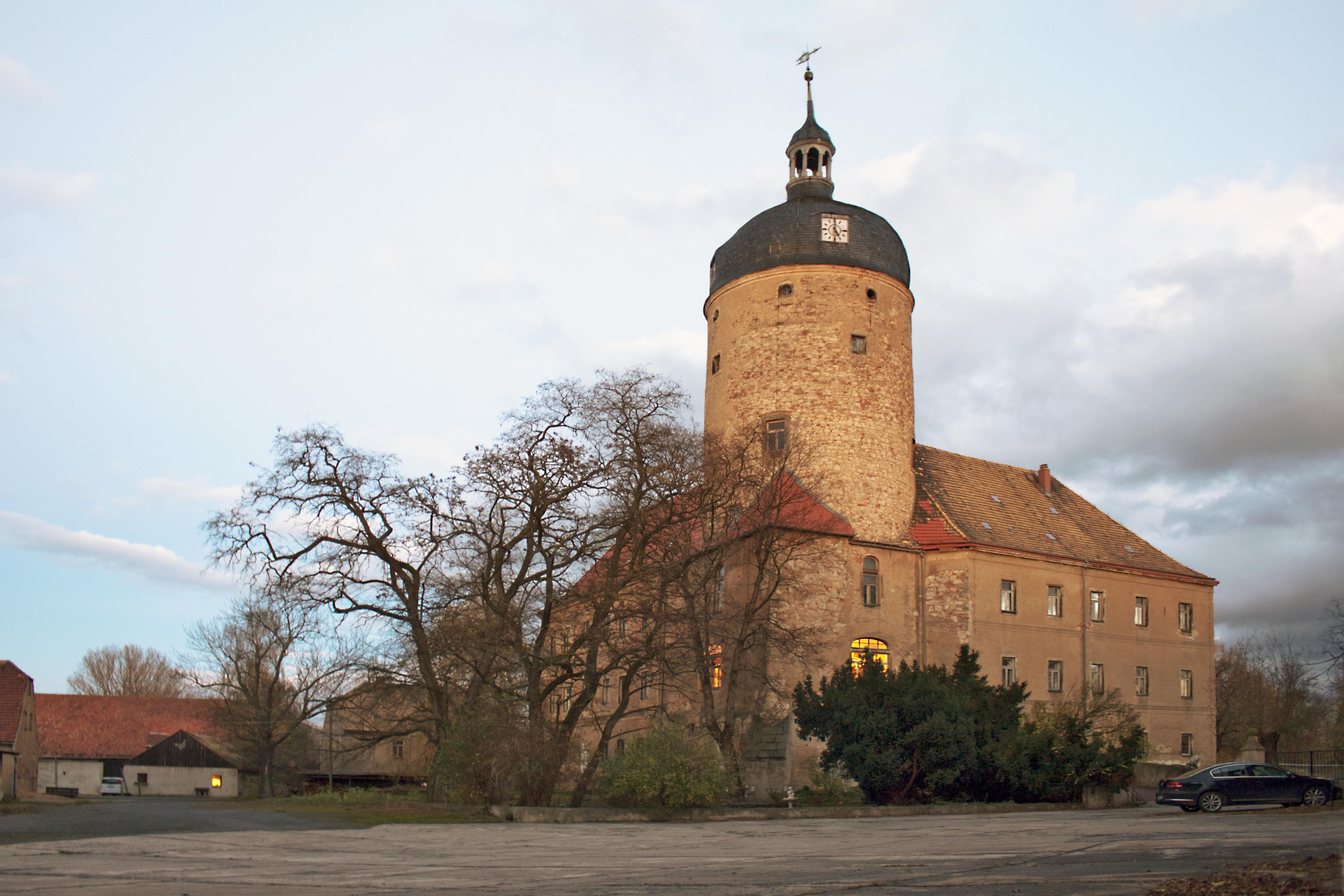
Schloss Ruhethal

Plan von Mügeln und dem Schloss Ruhethal von 1741

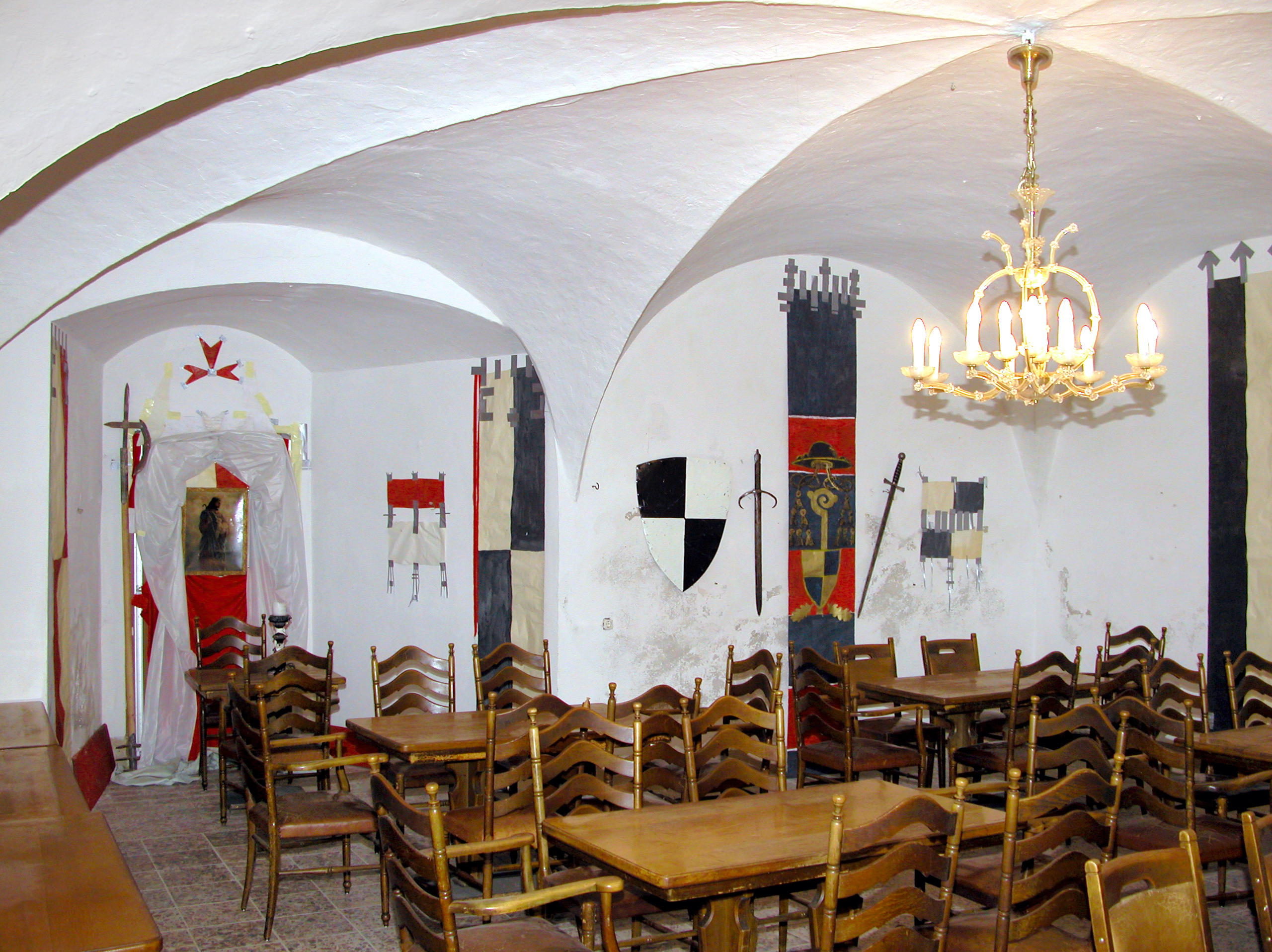
Barbarakapelle

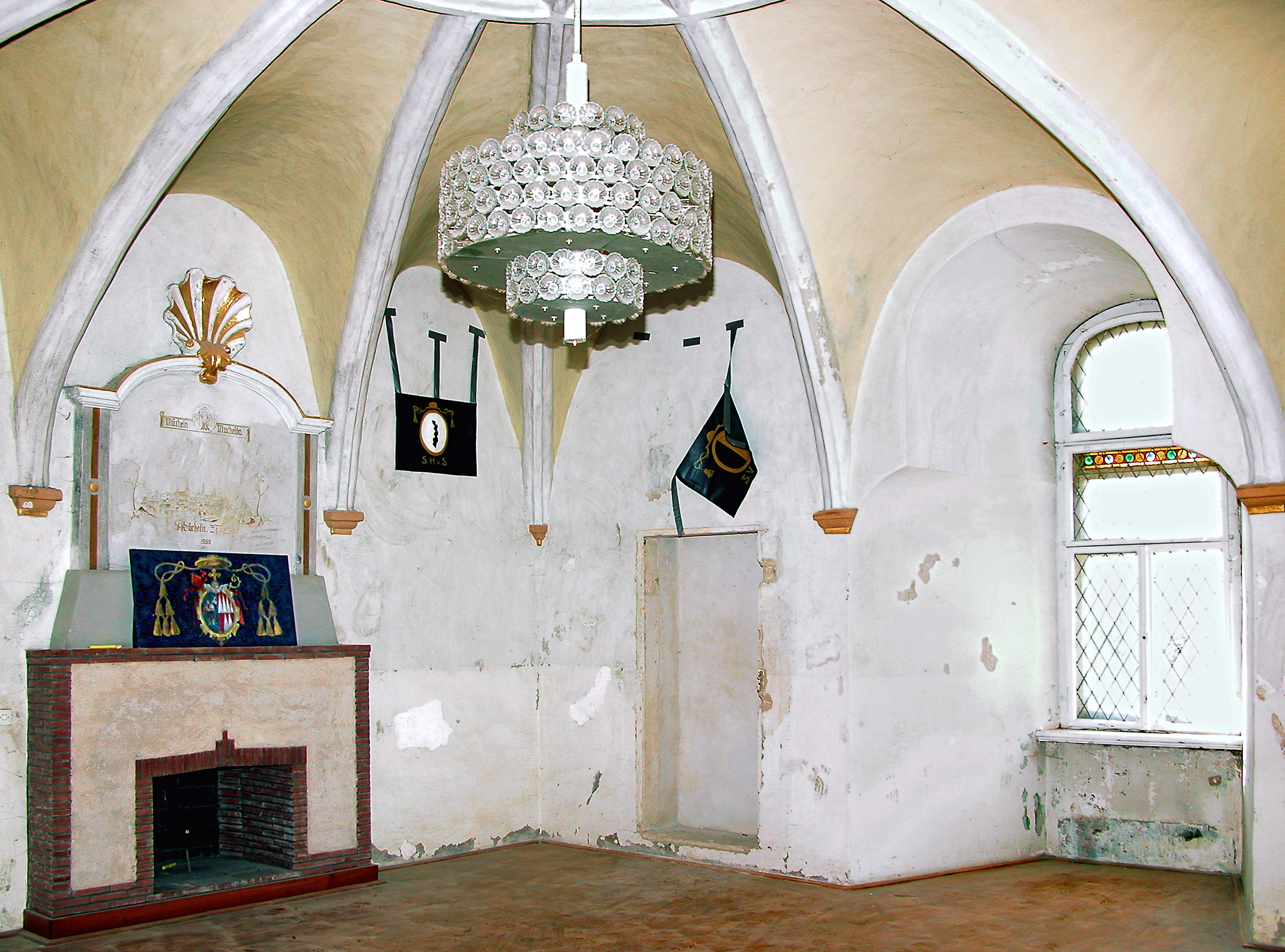
Bischofssaal

Das Schloss Ruhethal ist ein Schloss in Sachsen im Norden der Stadt Mügeln.

## Geschichte
Es wurde im Jahr 1150 im Döllnitztal mitsamt Kapelle erbaut und war Bischofssitz des Bistums Meißen. An dem Platz, wo heute das Schloss steht, stand früher einmal eine Wasserburg. Meißner Bischöfe führten 1261 und 1341 weitere Umbauten durch. Prägend für Ansicht von Schloss Ruhethal ist der mächtige 40 Meter hohe Turm, der 1380 unter Bischof Nikolaus I. entstand.
Das Schloss war um 1590 Ruhesitz des Bischofs Johann IX. von Haugwitz. Später wurde es als zeitweise Sitz eines Kammergutes und u. a. des Justizamtes Mügeln, Gerichtsamtes Mügeln und Amtsgerichtes Mügeln genutzt. Es steht unter Denkmalschutz. Heute ist der Freistaat Sachsen Eigentümer. Ein Förderverein aus Mügeln entwickelt Nutzungskonzepte und kümmert sich um den Erhalt des Schlosses.

## Architektur
Das Schloss ist ein außerhalb der ehemaligen Stadtmauer gelegener mächtiger Komplex mit einem weithin sichtbarem Turm. Es wurde 1572 durch Johann von Haugwitz zur heutigen Form um- und ausgebaut. Die massige dreigeschossige Dreiflügelanlage ist um einen schmalen Innenhof gruppiert. In der Nordwestecke steht ein großer Turm über quadratischem Grundriss, der in den Obergeschossen rund gestaltet und als Abschluss mit geschweifter Haube und Laterne versehen ist. Der Hauptzugang  erfolgt von Westen über eine steinerne Brücke und durch ein rundbogiges Sitznischenportal. An der offenen Ostseite befindet sich eine Schildmauer und ein Rundbogenportal, ein Anbau des 19. Jahrhunderts.
Im Erdgeschoss des Turmes liegt die ehemalige Kapelle. ein schlichter, fast quadratischer Raum, der mit einem achtstrahligen Gratstern überwölbt ist. Im zweiten Obergeschoss befindet sich der Bischofssaal, dessen strahlenförmiges Gewölbe ist mit fünfzehn leichtprofilierten Rippen ausgeführt.